# Helge Nilsson
Helge Nilsson, född 7 september 1906 i Rogsta församling, Gävleborgs län, död 29 juni 1982 i Bergsjö församling, Gävleborgs län, var en svensk spelman med Zornmärket i guld samt folkmusik- och hembygdsforskare från Bergsjö i norra Hälsingland. 
Nilsson spelade in traditionsbärare samt tecknade ned låtar och visor och gjorde därmed en mycket stor insats för att bevara norra Hälsinglands folkmusikskatt. Den spelman som väckte intresset för äldre folkmusik var Nisse Östman från Rogsta som med ett spelsätt opåverkat av 1900-talets utslätning av spelstilar spelade ålderdomliga låtar efter Pusten från samma by. Forskningen kom snart att omfatta hela Nordanstig, bland annat den legendariske spelmannen Hultkläppen samt inspelning av och uppteckningar efter traditionsbärare som Lars-Erik Forslin och Grubb Anders Jonsson. Nilsson grundade även Nordanstigs spelmanslag och förde traditionerna vidare till yngre spelmän, däribland O'tôrgs-Kaisa Abrahamsson. 
Han var gift från 1936 med Lilly Kristina Nilsson (1906–1988).

## Inspelningar
- Svenskt visarkiv
- Nordanstigs folkmusikarkiv
- Hälsinglands folkmusikarkiv